# Rijnpoort

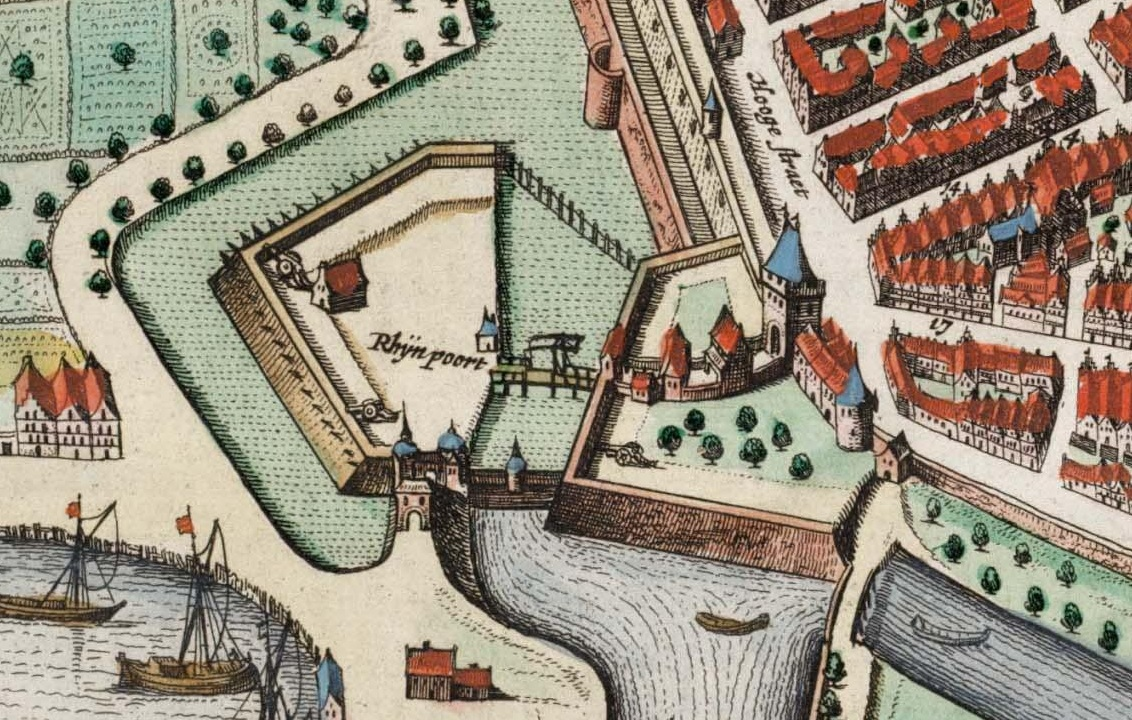
De Rijnpoort op een kaart uit 1650

De Rijnpoort was een stadspoort van de Nederlandse stad Arnhem. De poort was de toegang van de stad vanaf de zuidwestelijke zijde en gaf toegang tot de ravelijn die deel uitmaakte van de verdedigingswerken van de stad. Via de ravelijn was de voormalige haven en de Arnhemse schipbrug over de Rijn bereikbaar. De poort stond ongeveer aan het uiteinde van de Rijnstraat en de Oeverstraat. Tijdens de napoleontische oorlogen is in 1813 rondom de poort hard gestreden. In 1827 werd de poort afgebroken.